# Uinic
Een uinic is een mens in de taal van de Maya.
In de Mayakalender wordt het woord gebruikt om een periode van 20 dagen (20 kin) aan te duiden. De reden daarvoor is dat een mens 20 vingers en tenen bezit. Er gaan 18 uinic in een tun van 360 dagen. Dit is het enige niet-twintigtal in de tijdrekening van de lange telling.
- tun → uinic → kin
- Lange telling
- Korte telling